# Trận Marcianople
Trận Marcianople hoặc Marcianopolis diễn ra vào năm 376, sau khi người Goth di cư qua sông Danube. Đây là trận đánh đáng chú ý đầu tiên trong cuộc Chiến tranh Goth từ năm 376 đến 382.
Sau khi âm mưu ám sát thủ lĩnh người Goth thất bại tại một buổi tiệc ở Marcianople, chỉ huy La Mã là Lupicinus đã tập hợp khoảng 5.000 quân tấn công 7.000–8.000 chiến binh Thervingi Goth do Fritigern chỉ huy, cách thị trấn khoảng 14km về phía tây. Trong khi quân La Mã giữ thế phòng thủ, người Goth lập tức mở cuộc tấn công toàn lực, dùng khiên, kiếm và giáo tiêu diệt quân La Mã. Hơn một nửa quân La Mã bị giết tại chỗ, còn Lupicinius thì bỏ chạy. Người Goth sau đó thu vũ khí La Mã để tái trang bị cho mình.

## Bối cảnh

### Người Goth tiến vào Đế chế
Vào năm 376, sau cái chết của Vithimiris – người kế vị Ermanaric – trong trận chiến với người Hung và vương quốc Ostrogoth tan rã, người Thervingi buộc phải tháo chạy trước cuộc xâm lược từ người Hung. Sau khi thất bại trong việc giữ sông Dniester và suýt bị bao vây tiêu diệt, một phần người Thervingi rút vào khu vực nay là Romania dưới sự dẫn dắt của Athanaric, phần còn lại do Fritigern lãnh đạo thì tiến về sông Danube và xin phép Hoàng đế La Mã Valens cho họ vượt sông.
Valens, lúc đó là hoàng đế Đông La Mã, đã đồng ý với điều kiện người Goth phải giao nộp của cải, vũ khí và một số thanh niên quý tộc làm con tin để đảm bảo lòng trung thành. Họ cũng phải trở thành thần dân trung thành Đế chế La Mã, chấp nhận cả nghĩa vụ và quyền lợi khi sống trong lãnh thổ đế quốc. Trong tình cảnh tuyệt vọng, người Goth đã chấp nhận các điều kiện này, và theo sử gia Gibbon, gần một triệu người Goth (trong đó có khoảng 200.000 chiến binh) đã được đưa qua sông Danube bởi các thống đốc xứ Thrace.  Tuy nhiên, nhà sử học Peter Heather cho rằng con số thực tế chỉ khoảng 10.000 chiến binh và 50.000 người đối với người Thervingi, và người Greuthungi cũng có quy mô tương tự.

### Xung đột
Tuy nhiên, rắc rối đã nảy sinh khi các quan chức địa phương La Mã bắt đầu tham nhũng. Các quan chức không cưỡng lại được sự cám dỗ trước đám đông người Goth đói khát và tuyệt vọng, và đã trơ trẽn tống tiền họ, đòi của cải, thậm chí cả vợ và con gái của những người Goth, để đổi lấy thức ăn, thứ mà Valens vốn đã hứa cung cấp rộng rãi. Đồng thời, các quan chức này cũng thất bại trong việc tước vũ khí người Goth như kế hoạch, khiến trại người Goth bên sông Danube sớm trở nên hỗn loạn, vang tiếng chiến tranh.
Trước tình hình ngày càng đáng lo ngại, các tướng lĩnh La Mã quyết định phân tán người Goth ra khắp các tỉnh và ra lệnh cho thủ lĩnh Fritigern dẫn người đến thành Marcianopolis để chia khu vực định cư. Fritigern có vẻ vẫn tuân theo và lập tức thực hiện mệnh lệnh.

## Trận chiến
Khi đã tập hợp người Goth gần thành phố, Lupicinus – chỉ huy tỉnh Thrace của La Mã, đồng thời là người có vai trò lớn trong việc bóc lột và ngược đãi người Goth – đã mời các thủ lĩnh chính người Goth đến dự một bữa tiệc xa hoa. Mục đích của Lupicinus là làm dịu tình hình và có lẽ hối lộ để họ không tố cáo hành vi tham nhũng của mình với hoàng đế.
Tuy nhiên, khi bữa tiệc đang diễn ra, phần lớn người Goth được lệnh cắm trại bên ngoài thành phố đã xung đột với quân La Mã khi họ cố gắng xin lương thực từ cư dân địa phương nhưng bị quân đồn trú từ chối cho vào thành. Khi tiếng đánh nhau vang đến tai Fritigern trong cung của Lupicinus, ông liền rút gươm cùng các thủ lĩnh khác thoát ra ngoài, trở lại trại và tuyên bố chiến tranh với Đế chế La Mã.
Lupicinus nhanh chóng tập hợp khoảng 5.000 quân để tấn công 7.000–8.000 người Goth Tervingi dưới quyền Fritigern, cách thành phố 14km về phía tây. Trong khi quân La Mã áp dụng thế phòng ngự, người Goth lập tức mở cuộc tấn công toàn lực, sử dụng khiên, gươm và giáo để nghiền nát và tiêu diệt quân địch. Dù các binh lính La Mã chiến đấu dũng cảm, hơn một nửa bị giết và Lupicinus bỏ chạy. Người Goth giành chiến thắng, chiếm vũ khí La Mã và bắt đầu tàn phá khắp vùng nông thôn lân cận, thiêu rụi và cướp bóc mọi thứ họ không lấy được.